# Еловка (Балахтинский район)
Еловка — село в Балахтинском районе Красноярского края России. Административный центр Еловского сельсовета.

## География
Село находится на берегу реки Чулым, на расстоянии 35 км к северо-западу от посёлка городского типа Балахта, административного центра района.

## Население
| 1989 | 2002 | 2010 |
| ---- | ---- | ---- |
| 797  | ↘739 | ↘584 |

### Гендерный состав
По данным Всероссийской переписи населения 2010 года, в селе проживало 584 человека (269 мужчин и 315 женщин).